# Житавце
Житавце (слч. Žitavce) насељено је мјесто са административним статусом сеоске општине (слч. obec) у округу Њитра, у Њитранском крају, Словачка Република.

## Становништво
| Година:    | 1994. | 2004.   | 2014.    | 2024.   |
| ---------- | ----- | ------- | -------- | ------- |
| Број људи: | 328   | 334     | 373      | 396     |
| Разлика:   |       | +1,82 % | +11,67 % | +6,16 % |

| Година:    | 2023. | 2024.   |
| ---------- | ----- | ------- |
| Број људи: | 399   | 396     |
| Разлика:   |       | -0,75 % |

Према подацима о броју становника из 2011. године насеље је имало 373 становника.